# Kameňák (potok)
Kameňák je přibližně 1 kilometr dlouhý potok, pravostranný přítok řeky Oslavy, v obci Kamenná v okrese Třebíč.

## Popis toku
Na začátku jej tvoří 2 ramena, jedno z místního koupaliště a jedno z Roušova rybníka, které se stékají pod silnicí u místní kapličky. Potok je až po dům č.p. 50 v toku uměle zanořen pod zemí. Od křižovatky zvané Mostek (od dřívějšího mostu přes potok který se zde nacházel) teče po zbytek svého toku údolím Žleb ve kterém má jeden malý občasný přítok. Jde o potůček který za vydatných dešťů, zejména na jaře, vyvěrá v lesích nad údolím a teče krátkou strouhou do potoka. Pod zříceninou Dubu se před Holomkovým mlýnem potok vlévá do Oslavy.